# Olivier Mondouho
Olivier Mondouho es un deportista marfileño que compitió en judo. Ganó una medalla de bronce en el Campeonato Africano de Judo de 2004, en la categoría de –73 kg.

## Palmarés internacional
| Campeonato Africano | Campeonato Africano | Campeonato Africano | Campeonato Africano |
| Año                 | Lugar               | Medalla             | Categoría           |
| ------------------- | ------------------- | ------------------- | ------------------- |
| 2004                | Túnez (Túnez)       | Medalla de bronce   | –73 kg              |